# مزرعة الحيوان (فلم 1999)
مزرعة الحيوان هو فيلم كوميدي تم إنتاجه في الولايات المتحدة. من بطولة كيلسي جرامر وإيان هولم وجوليا لوي دريفوس وباتريك ستيوارت وباول سكوفيلد.

## الميزانية والإيرادات
بلغت تكلفة إنتاج الفيلم حوالي 23 مليون دولار.

## وصلات خارجية
- مقالات تستعمل روابط فنية بلا صلة مع ويكي بيانات